# Яблоницкая ГЭС
Яблоницкая ГЭС — малая ГЭС на реке Белый Черемош в селе Яблоница в Восточных Карпатах.
Находится на административной границе Верховинского района Ивано-Франковской и Вижницкого района Черновицкой областей Украины.
Мощность станции — 1,2 МВт.
Построена в 1950-х годах, в 1990-х годах была разрушена паводком. 
Восстановлена в 2009 году Винницкой компанией «Новосвит» вложившей 8,5 млн гривен.